# Basurtu

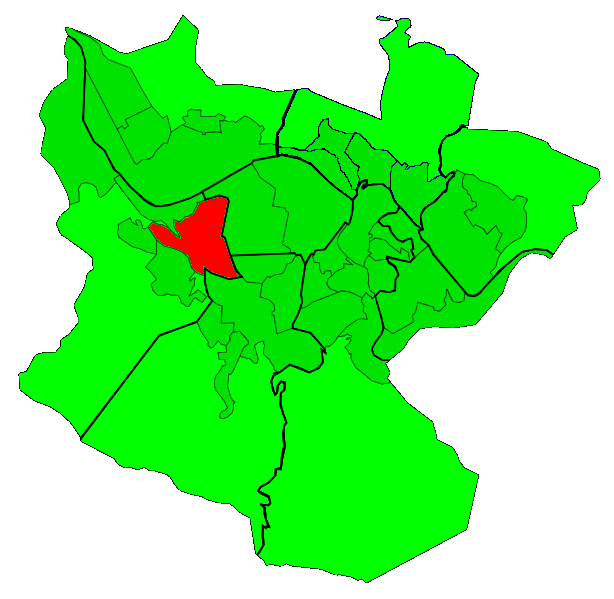
Ubicació de Basurtu

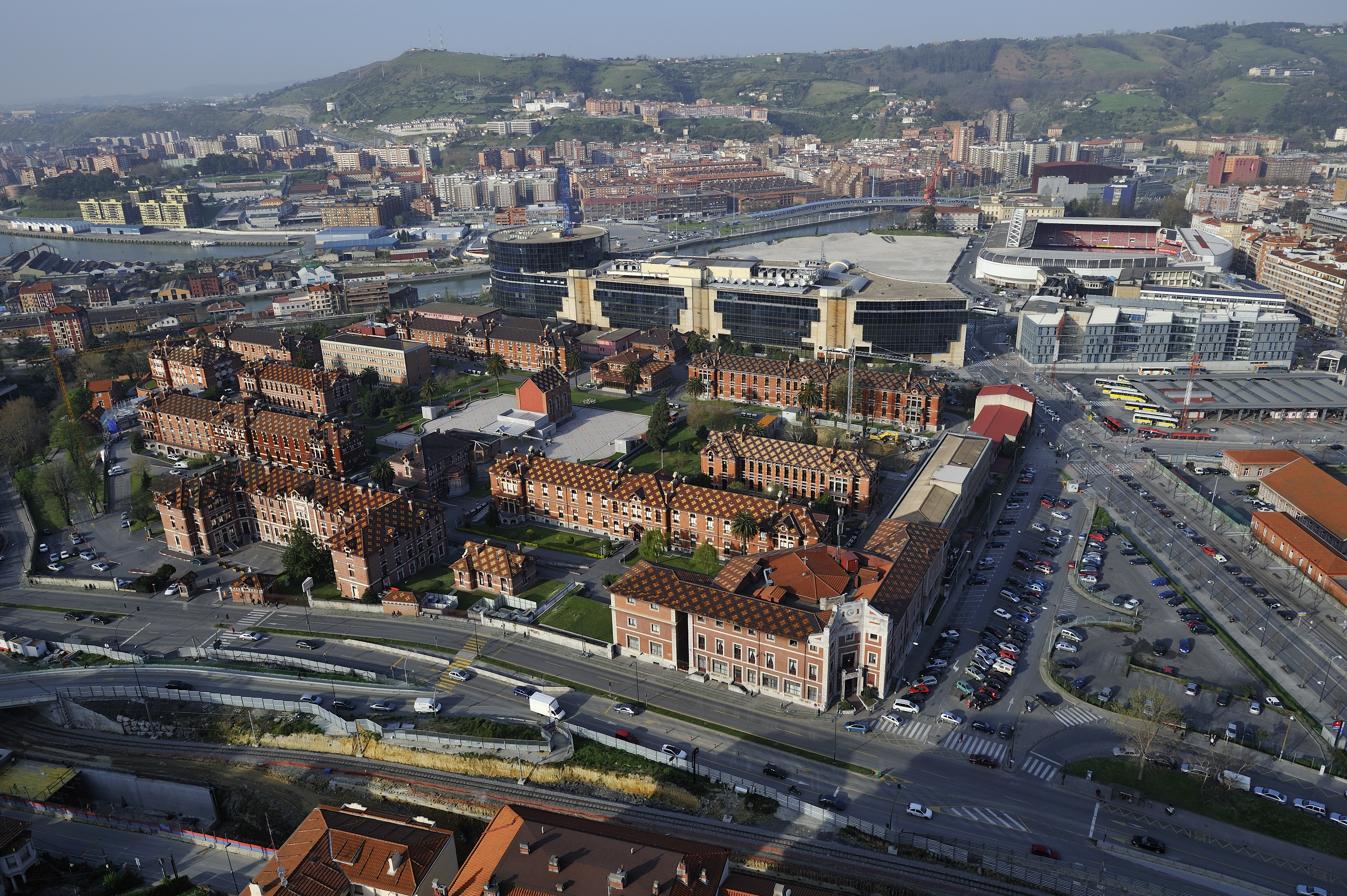
Hospital de Basurtu

Basurtu (en castellà, Basurto) és un barri del districte bilbaí de Basurtu-Zorrotza. Té una superfície de 0,79 quilòmetres quadrats i una població de 14.686 habitants (2006). Limita al nord amb el barri d'Olabeaga, a l'est amb els d'Indautxu i Ametzola, al sud amb els de Masustegi i Errekaldeberri i a l'oest amb el d'Altamira.
És força conegut perquè al seu territori hi ha l'Hospital General de Basurto i l'Estadi San Mamés.